# Kirk Muller
Kirk Christopher Muller (Kingston, 8 febbraio 1966) è un allenatore di hockey su ghiaccio ed ex hockeista su ghiaccio canadese, di ruolo centro.
In carriera disputò 19 stagioni nella National Hockey League, conquistando una Stanley Cup con i Canadiens de Montréal.

## Carriera

### Club
Muller iniziò la sua carriera giovanile presso i Kingston Canadians, squadra della Ontario Hockey League, prima di passare per due stagioni con i Guelph Platers. Fu scelto in seconda posizione assoluta dai New Jersey Devils nel 1984, dietro solo a Mario Lemieux. Soprannominato dai compagni "Captain Kirk", Muller fu a lungo il giocatore di punta della franchigia dei Devils, al punto da diventarne dal 1987 al 1991 capitano. Tuttavia New Jersey non fu mai in grado di competere per il successo della Stanley Cup nel periodo di Muller, e fu così che il 20 settembre del 1991 insieme a Roland Melanson fu ceduto ai Montreal Canadiens in cambio di Stéphane Richer e Tom Chorske.
Muller conquistò presto importanza nel roster di Montreal, aiutando la squadra a conquistare nel 1993 la Stanley Cup. Tuttavia il rapporto con i Canadiens fu più breve del previsto, e nel marzo del 1995 fu ceduto ai New York Islanders. Essendo riluttante a giocare con la maglia degli Islanders, Muller scelse di giocare in modo da essere emarginato dalla dirigenza con la speranza di essere nuovamente ceduto. Nel gennaio del 1996, libero da vincoli contrattuali, Muller fu ingaggiato dai Toronto Maple Leafs. Muller nella stagione successiva superò per l'ultima volta in carriera la quota di 20 reti stagionali, ma a causa della prospettiva di non partecipare ai playoff nel marzo del 1997 fu ceduto ai Florida Panthers.
Muller in Florida riuscì a raccogliere solo 50 punti in 167 partite giocate. A metà della stagione 1999-2000 si trasferì ai Dallas Stars. Insieme ad altri giocatori di esperienza in crisi di risultati come Mike Keane e John MacLean, Muller raggiunse per la seconda volta in carriera la finale di Stanley Cup, persa contro l'ex squadra dei New Jersey Devils. Il 2 settembre 2003 Kirk Muller si ritirò dall'hockey giocato.

### Nazionale
Kirk Muller esordì nella nazionale canadese nella selezione U-20, in occasione del mondiale U-20 del 1984. Concluse la competizione con due reti ed un assist in sette partite. Nello stesso anno fece il suo esordio con la nazionale maggiore, in vista del torneo olimpico dei giochi di Sarajevo 1984, dove mise a segno 3 punti in 6 gare. Vi furono diverse polemiche riguardo al suo utilizzo legate all'opposizione dell'allora presidente dei Guelph Platers, squadra della Ontario Hockey League dove giocava Muller, di cedere il giocatore alla formazione olimpica.
Nelle cinque stagioni successive Muller prese parte a quattro edizioni dei mondiali, conquistando due medaglie d'argento nel 1985 e nel 1989, ed una di bronzo nel 1986. In totale, con entrambe le selezioni, Muller giocò dal 1984 al 1989, collezionando 51 presenze, mettendo a segno 18 reti e fornendo 11 assist.

### Allenatore
Muller iniziò la sua carriera da allenatore nell'Ontario University Athletics Conference nella stagione 2005-2006 presso la Queen's University, nella sua città natale di Kingston; concluse l'annata con un record di 8-13-1-2. Muller fu inoltre nominato assistente di Marc Habscheid presso il Team Canada, con cui conquistò nel 2005 il torneo amichevole "Lotto Cup Tournament" svoltosi in Slovacchia. Nel marzo del 2006 invece ricoprì l'incarico di vice-allenatore di Greg Gilbert al mondiale U-18.
Kirk Muller ritornò presso l'organizzazione dei Montreal il 20 giugno 2006, ricevendo l'incarico di vice-allenatore. Continuò il suo rapporto con la franchigia fino alla stagione 2010-2011.
Il 27 giugno 2011 i Nashville Predators annunciarono ufficialmente di aver ingaggiato Muller come nuovo allenatore della squadra affiliata ai Predators in AHL, i Milwaukee Admirals. Il 28 novembre Muller fu chiamato in corsa a sostituire Paul Maurice sulla panchina della squadra di NHL dei Carolina Hurricanes. Il 13 aprile 2012 fu nominato vice-allenatore della nazionale canadese in vista del Campionato mondiale del 2012.
Nella primavera del 2014 fu assunto come nuovo vice allenatore dei St. Louis Blues.

## Palmarès

### Club
- Stanley Cup: 1

Montreal: 1992-1993

### Individuale
- NHL All-Star Game: 6

1985, 1986, 1988, 1990, 1992, 1993